# 101 Warren Street
101 Warren Street (también conocido como 270 Greenwich Street) es un edificio de 32 plantas, 227 viviendas en propiedad, 163 apartamentos en régimen de alquiler el barrio de Tribeca, Lower Manhattan, entre Greenwich Street y West Street. El proyecto fue desarrollado por Edward J. Minskoff Equities, diseñado por Skidmore Owings & Merrill, y finalizado en 2008. Cuenta con un «Artrium» en la quinta planta con un pequeño bosque de pinos con un total de 101 ejemplares.

## Ubicación
Se encuentra justo enfrente de P.S. 234 (escuela pública), conocida por su valla con temática náutica, obra de Richard Dattner. Su vestíbulo de doble planta contiene murales de Roy Lichtenstein y su fachada se basa en un característico diseño de damero alargado.

## Historia
Un edificio anterior también ubicado en 101 Warren Street, el Tarrant Building, fue destruido por una explosión el subsiguiente incendio en octubre de 1900.
El Mattlage Building, un edificio de oficinas y 12 plantas de altura, ocupó con posterioridad dicha ubicación y fue numerado como 97–101 Warren Street. En 1942, el edificio fue vendido a una persona o empresa identificada como «Irving». En 1951, se comunicó la intención de subastar el edificio. En 1957, la empresa Office Structure compró el edificio.